# آمونیوس هرمیاس
آمونیوس هرمیاس (انگلیسی: Ammonius Hermiae؛ زاده ۴۴۰ – درگذشته ۵۱۷–۵۲۶) فیلسوف، اخترشناس، و نویسنده اهل امپراتوری بیزانس بود. او که یک نوافلاطونی بود، پسر فیلسوفان هرمیاس و آدزیا، برادر هلیودوروس اسکندریه و نوه سیریانوس بود. آمونیوس شاگرد پروکلوس در آتن روم بود و بیشتر عمر خود را در اسکندریه تدریس کرد و در دهه ۴۷۰ کرسی عمومی را به دست آورد.

## آثار

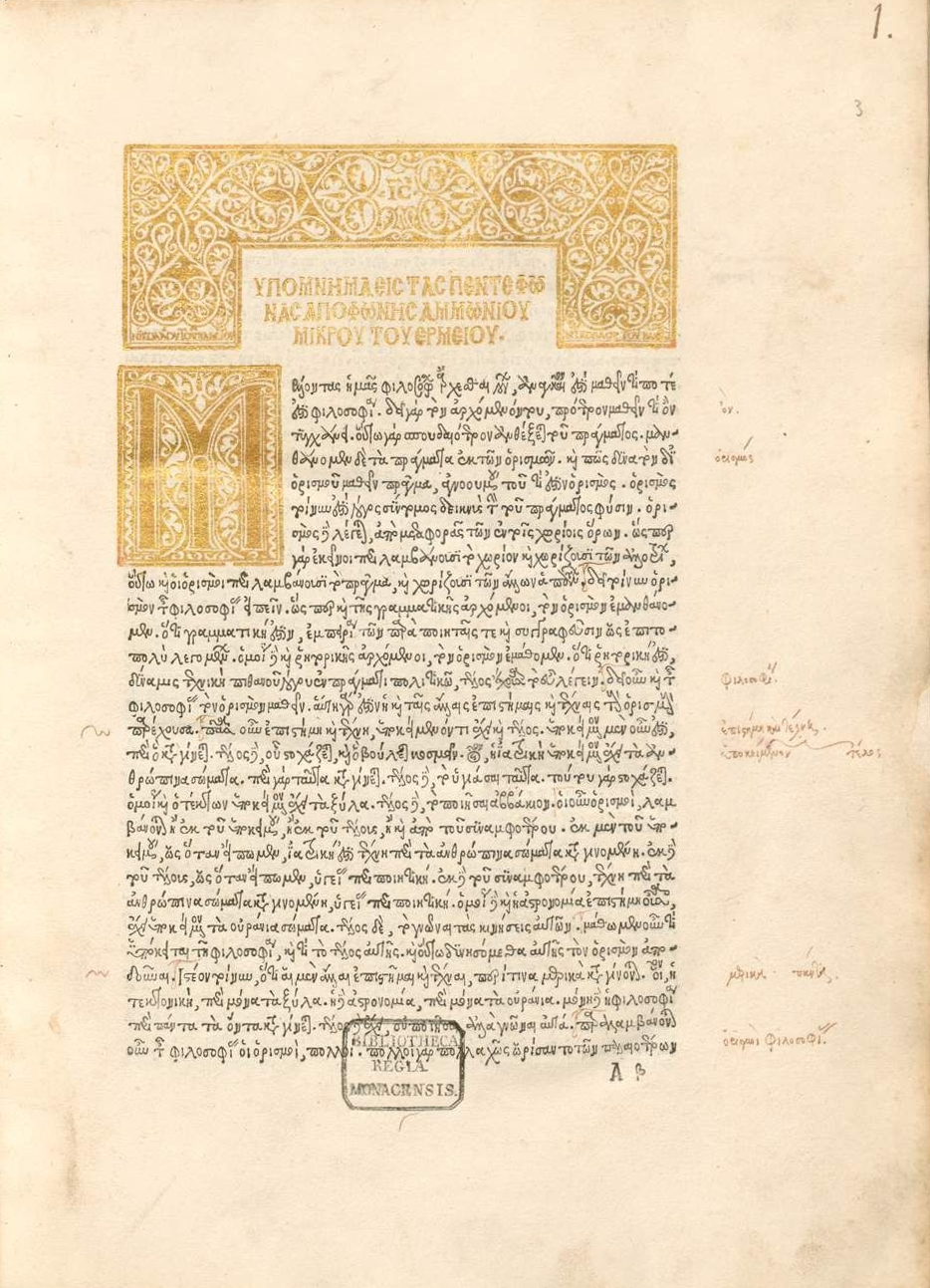
صفحه اول چاپ نخشت تفسیر ایساغوجی، ونیز ۱۵۰۰

از میان نوشته‌های معروف او، تنها شرح او بر تفسیر ارسطو دست‌نخورده باقی مانده است. تفسیری بر ایساغوجی پورفیری نیز ممکن است متعلق به او باشد، اما تا حدودی خراب شده است.
در این تفسیر، آمونیوس ادعا می‌کند که علم پیشین الهی، ممکن را باطل می‌کند. مانند بوئتیوس در تفسیر دوم خود و در تسلای فلسفه، این استدلال اثربخشی دعا را حفظ می‌کند. آمونیوس از یامبلیخوس نقل می‌کند که گفت: «دانش میان دانا و معلوم است، زیرا فعالیت دانا در مورد معلوم است».
علاوه بر این، یادداشت‌هایی از سخنرانی‌های آمونیوس توسط دانشجویان مختلف نوشته شده است که باقی مانده است:
- دربارهٔ مقولات ارسطو (نویسنده ناشناس)
- در باب تجزیه و تحلیل قبلی ارسطو (نویسنده ناشناس)
- در باب متافیزیک ارسطو ۱–۷ (نوشته شده توسط اسکلپیوس)
- در باب نیکوماخوس؛ مقدمه‌ای بر حساب (نوشته شده توسط اسکلپیوس)
- در باب تحلیل‌های قبلی ارسطو (نوشته شده توسط جان فیلوپونوس)
- در باب تحلیل‌های پسین ارسطو (نوشته شده توسط جان فیلوپونوس)
- در باب ارسطو دربارهٔ نسل و انحراف (نوشته جان فیلوپونوس)
- در باب ارسطو در روح (نوشته جان فیلوپونوس)

اثری به زبان یونانی به نام زندگی ارسطو وجود دارد که به آمونیوس نسبت داده می‌شود، اما «این احتمال وجود دارد که این اثر جان فیلوپونوس، شاگرد آمونیوس باشد که در برخی از نسخه‌های خطی به او نسبت داده شده است.»